# Montréal Olympique 1971
Questa pagina raccoglie i dati riguardanti il Montréal Olympique nelle competizioni ufficiali della stagione 1971.

## Stagione
I neonati Montréal Olympique furono affidati al tecnico italiano Renato Tofani, coadiuvato dallo spagnolo Michel Campo, che costruì una squadra internazionale, con giocatori provenienti dall'Europa e dal Sud America. La franchigia affrontò la preparazione in Spagna, a causa del perdurante clima rigido del Québec. Tra i giocatori di maggiore esperienza vi erano l'italiano Franco Gallina e l'argentino Raúl Decaría.
La squadra patì la difficoltà di adattamento del tecnico Tofani al calcio nordamericano, campionato in cui il catenaccio di scuola italiana risultava inadatto, e dopo una serie di sconfitte iniziali questi lasciò l'incarico: la squadra venne affidata a Campo, che venne successivamente sostituito da un altro italiano, Sebastiano Buzzin.
I cambi di allenatore non portarono a grossi miglioramenti e l'Olympique chiuse la Northern Division al quarto ed ultimo posto, con sole quattro vittorie, cinque pareggi e quindici sconfitte.
Capocannoniere della squadra fu Gallina con dieci reti.

## Organigramma societario
Area direttiva
- Proprietario: Sam Berger

Area tecnica
- Allenatore: Renato Tofani (fino al 12 maggio 1971), Michel Campo (fino al 31 luglio 1971), Sebastiano Buzzin
- Ass. allenatore: Michel Campo

## Rosa
| N.     |                           | Ruolo | Calciatore       |
| ------ | ------------------------- | ----- | ---------------- |
| 1      | Inghilterra (bandiera)    | P     | Kieron Baker     |
| 1      | Cecoslovacchia (bandiera) | P     | Stanko Puskás    |
| 2/3    | Inghilterra (bandiera)    | D     | Clive Charles    |
| 2/12   | Inghilterra (bandiera)    | D     | Ian Tyer         |
| 3/12   | Inghilterra (bandiera)    | C     | Keith Pointer    |
| 4      | Brasile (bandiera)        | D     | Antonio Barboza  |
| 4      | Cecoslovacchia (bandiera) | C     | Jiří Klaboch     |
| 5      | Argentina (bandiera)      | D     | Raúl Decaría     |
| 5/6    | Portogallo (bandiera)     | D     | Antonio Miranda  |
| 6/19   | Italia (bandiera)         | A     | Luigi Marcon     |
| 7      | Brasile (bandiera)        | A     | Joel De Oliveira |
| 7/15   | Italia (bandiera)         | C     | Sergio Settin    |
| 7/8/15 | Inghilterra (bandiera)    | A     | Ken Wallace      |
| 8      | Argentina (bandiera)      | A     | Oscar Pizarro    |
| 8/10   | Italia (bandiera)         | C     | Renzo Selmo      |

| N.    |                             | Ruolo | Calciatore        |
| ----- | --------------------------- | ----- | ----------------- |
| 9     | Portogallo (bandiera)       | A     | Carlos Correia    |
| 9/10  | Jugoslavia (bandiera)       | C     | Josip Ognjanac    |
| 10    | Brasile (bandiera)          | C     | José Sotto Maior  |
| 11    | Italia (bandiera)           | A     | Franco Gallina    |
| 14/15 | Spagna (bandiera)           | D     | Michel Campo      |
| 14/18 | Canada (bandiera)           | A     | Alan Bristowe     |
| 16    | non conosciuta (bandiera)   | C     | Juan Monjie       |
| 16    | Canada (bandiera)           | A     | John Papamakarios |
| 17    | non conosciuta (bandiera)   | D     | Carlos Goncalves  |
| 20    | Irlanda del Nord (bandiera) | P     | Jerry Rainey      |
|       | Argentina (bandiera)        | A     | Joao Bertocco     |
|       | Canada (bandiera)           | A     | James Corsi       |
|       | Canada (bandiera)           | C     | Luigi Pizzolito   |
|       | non conosciuta (bandiera)   | D     | Andrea Zanelli    |

## Risultati
Ogni squadra disputava ventiquattro incontri: quattro (due in casa e due in trasferta) con gli avversari della propria Division, due (uno in casa e uno in trasferta) contro le squadre della Division opposta, e infine quattro contro altrettante squadre straniere ma valevoli ai fini della classifica del campionato.
| 17 aprile 1971 | Atlanta Chiefs | 2 – 0 | Montréal Olympique | Atlanta Stadium |

| 2 maggio 1971 | Washington Darts | 2 – 0 | Montréal Olympique | Brookland Stadium |

| 8 maggio 1971 | St. Louis Stars | 2 – 0 | Montréal Olympique | Busch Memorial Stadium |

| 16 maggio 1971 | Montréal Olympique | 0 – 0 | Dallas Tornado | Autostade (2.800 spett.) |

| 23 maggio 1971 | N.Y. Cosmos | 2 – 3 | Montréal Olympique | Yankee Stadium |

| 30 maggio 1971 | Montréal Olympique | 0 – 7 | Hearts | Autostade (4.448 spett.) |

| 4 giugno 1971 | Montréal Olympique | 1 – 4 | L.R. Vicenza | Autostade (3.167 spett.) |

| 6 giugno 1971 | Montréal Olympique | 2 – 2 | St. Louis Stars | Autostade (1.800 spett.) |

| 16 giugno 1971 | Montréal Olympique | 1 – 3 | Washington Darts | Autostade (2.484 spett.) |

| 19 giugno 1971 | Montréal Olympique | 0 – 2 | Rochester Lancers | Autostade (3.342 spett.) |

| 23 giugno 1971 | Montréal Olympique | 3 – 1 | N.Y. Cosmos | Autostade (1.645 spett.) |

| 27 giugno 1971 | Toronto Metros | 1 – 1 | Montréal Olympique | Varsity Stadium |

| 3 luglio 1971 | Rochester Lancers | 2 – 1 | Montréal Olympique | Aquinas Memorial Stadium |

| 10 luglio 1971 | Montréal Olympique | 1 – 2 | Toronto Metros | Autostade (1.599 spett.) |

| 18 luglio 1971 | Montréal Olympique | 0 – 1 | Atlanta Chiefs | Autostade (1.635 spett.) |

| 21 luglio 1971 | Montréal Olympique | 0 – 3 | Apollon | Autostade (2.820 spett.) |

| 24 luglio 1971 | Dallas Tornado | 2 – 1 | Montréal Olympique | Franklin Field |

| 31 luglio 1971 | Montréal Olympique | 4 – 1 | Toronto Metros | Autostade (1.713 spett.) |

| 8 agosto 1971 | Montréal Olympique | 0 – 4 | Rochester Lancers | Autostade (2.055 spett.) |

| 14 agosto 1971 | Montréal Olympique | 5 – 4 | N.Y. Cosmos | Autostade (2.387 spett.) |

| 18 agosto 1971 | Toronto Metros | 3 – 3 | Montréal Olympique | Varsity Stadium |

| 22 agosto 1971 | Montréal Olympique | 0 – 1 | Bangu | Autostade (2.269 spett.) |

| 25 agosto 1971 | N.Y. Cosmos | 3 – 3 | Montréal Olympique | Yankee Stadium |

| 28 agosto 1971 | Rochester Lancers | 4 – 0 | Montréal Olympique | Aquinas Memorial Stadium |

## Statistiche

### Statistiche di squadra
| Competizione | Punti | In casa | In casa | In casa | In casa | In casa | In casa | In casa | In trasferta | In trasferta | In trasferta | In trasferta | In trasferta | In trasferta | In trasferta | Totale | Totale | Totale | Totale | Totale | Totale | Totale |
| Competizione | Punti | G       | V       | N       | P       | Bg      | Gf      | Gs      | G            | V            | N            | P            | Bg           | Gf           | Gs           | G      | V      | N      | P      | Bg     | Gf     | Gs     |
| ------------ | ----- | ------- | ------- | ------- | ------- | ------- | ------- | ------- | ------------ | ------------ | ------------ | ------------ | ------------ | ------------ | ------------ | ------ | ------ | ------ | ------ | ------ | ------ | ------ |
| NASL         | 65    | 14      | 3       | 2       | 9       | 14      | 17      | 35      | 10           | 1            | 3            | 6            | 12           | 12           | 23           | 24     | 4      | 5      | 15     | 26     | 29     | 58     |